# Oded Regev
Pour les articles homonymes, voir Regev.
Oded Regev est un mathématicien et informaticien. Il est lauréat du prix Gödel en 2018, pour ses travaux sur l'apprentissage avec erreurs.

## Biographie
Oded Regev a reçu son doctorat de l'université de Tel Aviv sous la direction de Yossi Azar en 2001. Il a été chercheur CNRS à l'école normale supérieure, avant de rejoindre le Courant Institute of Mathematical Sciences à New York.

## Travaux
Regev a beaucoup travaillé sur les réseaux euclidiens. Il a introduit le problème de l'apprentissage avec erreurs, qui a eu un fort impact sur l'informatique théorique, notamment en cryptographie post-quantique. Il a aussi travaillé en théorie de la complexité notamment sur la conjecture des jeux uniques avec Subhash Khot.
D'autres de ses sujets d'études sont la complexité de la communication, et sur les algorithmes d'approximation
Il est éditeur-en-chef associé du journal Theory of Computing.

## Distinctions
Il reçoit le prix Gödel en 2018, pour ses travaux sur l'apprentissage avec erreurs.